# Kochanowice
Kochanowice (deutsch Kochanowitz) ist ein Dorf im Powiat Lubliniecki der Woiwodschaft Schlesien in Polen. Es ist Sitz der gleichnamigen Landgemeinde mit 6959 Einwohnern (Stand 31. Dezember 2020).

## Geschichte
Kochanowitz wurde 1742 mit dem größten Teil Schlesiens preußisch und war ab 1816 Teil des Kreises Lublinitz im Regierungsbezirk Oppeln. Bei der Volksabstimmung in Oberschlesien am 20. März 1921 wurden in Kochanowitz 185 Stimmen für einen Verbleib bei Deutschland und 203 für einen Anschluss an Polen abgegeben. Im Gutsbezirk Kochanowitz waren 81 Stimmen für Deutschland und 17 für Polen. Der Stimmkreis Lublinitz, dem Kochanowitz angehörte, wurde in der Folge zwischen Deutschland und Polen aufgeteilt. Kochanowitz fiel wie die Kreisstadt Lublinitz an Polen und lag direkt an der neuen Staatsgrenze. Einige Teile des heutigen Gemeindegebiets – die Dörfer Lubotzken, Ostrow, Pawelken – blieben in der Weimarer Republik. Im Polen der Zwischenkriegszeit war Kochanowice Teil der Autonomen Woiwodschaft Schlesien.
Nach der deutschen Besetzung im Zweiten Weltkrieg wurde Kochanowice 1945 wieder Teil Polens.

## Gemeinde
Zur Landgemeinde (gmina wiejska) Kochanowice gehören das Dorf selbst und sieben weitere Dörfer mit insgesamt neun Schulzenämtern (sołectwa).

## Sohn des Ortes
- Guido Brause (1847–1922), Offizier und Botaniker.